# 天镇站
天镇站位于中华人民共和国山西省大同市天镇县谷前堡镇，建于1943年，是京包铁路与大张客运专线的一个车站。离北京站296公里，离包头站536公里。距上行车站夏小堡站8公里，距下行车站罗文皂站4公里。该站隶属中国铁路太原局集团大同车务段。办理客运业务（旅客乘降，行李、包裹托运）和货运业务（办理整车、零担货物发到），为四等车站，本站及相邻上下行区间均为电气化区段。

## 车站设施
车站共有一个候车室，3条股道，有2条到发线，1条货物线。

## 周边
天镇站距离天镇县城玉泉镇5公里，城内有天镇慈云寺。
车站周边景点还有：
- 榆林口古长城
- 李二口古长城

大（大同）-张（张家口）公路和天（天镇）—走（走马驿）公路均距离火车站不远。